# Sven Rosén (pietist)
Sven Rosén, född den 17 oktober 1708 i Blidsbergs socken, Västergötland, död den 15 december 1750 i Emmaus, Pennsylvania, var en radikalpietistisk författare och ledare.

## Biografi
Rosén var son till prästen Erik Rosenius och Anna Wekander. Bland hans bröder kan nämnas Nils Rosén von Rosenstein, Eberhard Rosenblad, Gabriel Rosén och Johan Rosén.
Han inskrevs 1721 i Göteborgs gymnasium och blev 1726 student vid Uppsala universitet, där han ägnade sig åt språkliga och särskilt filosofiska studier. Som en av de första i Sverige, som drogs till den Leibniz-Wolffska filosofin, sökte han kunskapsteoretiskt tillämpa Wolffs så kallade matematiska, det vill säga strängt logiska deduktiva metod även på teologin och arbetade, vilket framgår av hans brev till Erik Benzelius den yngre, på en magisterdissertation i filosofi. Att denna aldrig kom att ventileras, berodde dels på, att professor Eric Alstrin som eklektiker ställde sig kritisk mot Roséns försök, dels och framför allt därpå, att Rosén på grund av sjukdom och svåra ekonomiska omständigheter hösten 1728 tvangs att lämna Uppsala och bli informator hos general Staël von Holstein på Långbro nära Stockholm, där hans intressen snart fick en ny riktning under beröringen med huvudstadens främsta religiösa personligheter såsom Herman Schröder, Johan Nikolaus Pouget och Erik Tolstadius, som han regelbundet åhörde.

## Pietism
Av umgänget med utpräglade dippelianer såsom Carl Michael von Strokirch och andra, och ett flitigt studium av äldre och nyare mystik fördes dock Rosén över till den radikala pietismen och drogs slutligen in i de så kallade gråkoltarnas mystisk-apokalyptiska och separatistiska sammankomster hos kopparstickaren van den Aveelens änka på Södermalm.
Vid myndigheternas ingripande med rättegång och fängelse sändes Rosén av sina vänner över till Riga, där han, liksom i Köpenhamn på hemresan våren 1732, kom under ett lugnande herrnhutiskt inflytande, så att han efter hemkomsten biträdde fadern och andra prästmän med predikan, tills biskop Jakob Benzelius 1734 återkallade sin predikotillåtelse.
Rosén begav sig nu för teologiska studier till Uppsala, men indrogs som känd pietist snart i teologiska diskussioner och förbjöds 1735 av rektor att informera.
Därmed berövad sina existensmöjligheter, begav sig Rosén åter till Stockholm, där han nu blev den självskrivna ledaren ej blott för den där av Strokirch 1734 bildade lilla "filadelfiska" kommunistiska friförsamlingen – Sveriges första – på 10-15 personer, utan också för hela den radikala pietismens här och där i landet spridda små kretsar.
Mot församlingen inleddes strax en lång renlärighetsprocess, som handlades av konsistorium, kämnärsrätt och hovrätt samt K.M:t och riksdag, och förvärrades därav, att Rosén utspred ett par mystiska småskrifter och till sitt försvar ingav en rad teologiska skrifter av utpräglat radikalpietistiskt innehåll, vari han – som den förste i Sverige – talangfullt hävdade bland annat religionsfrihetens grundsats.
Så upplöstes snart församlingen, och Rosén dömdes 28 januari 1741 att gå i landsflykt samt fördes ur landet. Roséns färd på fångkärra från Stockholm söderöver utvecklades till en gripande historia, där han möttes upp och åtföljdes på vägen av många av de andligt väckta, och vid varje rastställe förkunnade evangelium för stora folkskaror från kärran han var bunden vid.

## Landsflykten
Över Danmark for Rosén närmast till Altona, där han i två år uppehöll sig, sysselsatt med författarskap och till svenska översatte ett större mystiskt kvietistiskt verk av Jean de Bernieres Louvigni, "Thet fördolda lifvet med Christo i Gud" (1742), ett för sin tid synnerligen väl utfört arbete efter det sällsynta, av ingen mindre än Gerh. Tersteegen lånade originalet.
Härtill kom en vidlyftig korrespondens med de troende i hemlandet. Sedan Rosén i juni 1743 begett sig till London för att bereda tillflykt åt de svenska "emigranter", senare kallade 'Skevikarna', som under ledning av bröderna Erik och Jakob Ericsson 1734 för sin tros skull lämnat landet och sedan vistats mest i västra Tyskland, kom han genom bröderna Wesley åter i beröring med herrnhutarna, drogs åter till dem, begav sig åter till Tyskland och ingick i december 1743 i brödraförsamlingen, vars verksamhet i Sverige nu kom under hans råd och ledning med det resultat, att icke få radikalpietister övergick till den kyrkovänligare herrnhutismen.
Sedan Rosén likväl förgäves 1745 anhållit hos K. M:t att få återvända, sändes han 1746 till Nordamerika, där han i Pennsylvania och kringliggande trakter som diakon verkade i brödraförsamlingens tjänst från och med 1747 till sin död.
Roséns utveckling är typisk för den starka religiösa brytningstid, som han levde i och som, till följd av den lutherska ortodoxins hårda art, inte lät hans rika begåvning och djupa religiösa läggning komma till sin rätt eller bli till det gagn de bort bli för den moderna tidens nya fördjupade religiositet inom den dåtida svenska kyrkan. Nordisk familjeboks andra upplaga kallar honom "utan tvivel en av den svenska religiositetens ädlaste och renaste gestalter".